# Leiognathus
Leiognathus es un género de peces de la familia Leiognathidae. Fue descrito por Bernard de Lacépède en 1802.

## Especies
- Leiognathus berbis (Valenciennes, 1835)
- Leiognathus brevirostris (Valenciennes, 1835)
- Leiognathus equulus (Forsskål, 1775)
- Leiognathus longispinis (Valenciennes, 1835)
- Leiognathus parviceps (Valenciennes, 1835)
- Leiognathus robustus Sparks & Dunlap, 2004
- Leiognathus striatus P. S. B. R. James & Badrudeen, 1991